# Alain Pivron
Alain Pivron (né le 15 avril 1964 à Gap dans les Hautes-Alpes) est un joueur français de hockey sur glace devenu entraîneur. Il est le père de Pierrick et Victor Pivron.